# Biro
Biro, właśc. Guilherme Sucigan Mafra Cunha (ur. 20 kwietnia 2004 w Campinas) – brazylijski piłkarz występujący na pozycji skrzydłowego lub ofensywnego pomocnika, od 2022 roku zawodnik Corinthians.